# Ecovis International
Ecovis International（合并自Economy和Vision）是一家全球性的专业服务网络，主要提供审计、税务、咨询及法律服務。

## 基本资料
总部2008年设立于苏黎世， 在全球逾75个国家或者地区设有分支机构，员工总数达7,225人。据Accountancy Age，Ecovis International2018年当世界第15大的会计和咨询网路。 2018年，Ecovis International实现1.079亿美元的收入（包括美国的伙伴Marcum LLP）。

## 国际合作
2019年1月，Ecovis International加入了Forum of Firms（FoF）。 FoF推广国际化会计标准，它的成员包括四大。

## 中国服务
以下列出Ecovis International的成员为华商专门提供服务：
中國大陸
- 北京：Ecovis Beijing中普恒[6]
- 上海：上海瑞德会计师事务所[7]
- 香港：Ecovis David Yeung Hong Kong[8], Ecovis Focus Hong Kong CPA

臺灣
- 台北、台中、雲林：Ecovis Taiwan[9]

美国
- 纽约：Marcum LLP[10]

德国
- 海德堡：Ecovis Beijing[11]